# VM i ishockey 2005 (kvinder)
VM i ishockey for kvinder 2005 var det 10. VM i ishockey for kvinder. Mesterskabet blev arrangeret af IIHF og afviklet i fem niveauer med deltagelse af i alt 30 landshold – det højeste antal indtil da. Turneringerne blev afviklet som følger:
Verdensmesterskabet (8 hold) i Linköping og Norrköping, Sverige i perioden 2. – 9. april 2005
1. division (6 hold) i Romanshorn, Schweiz i perioden 27. marts – 2. april 2005
2. division (6 hold) i Asiago, Italien i perioden 13. – 20. marts 2005
3. division (6 hold) i Cape Town, Sydafrika i perioden 3. – 9. marts 2005
4. division (4 hold) i Dunedin, New Zealand i perioden 1. – 4. april 2005
USA blev lidt overraskende verdensmester i kvindeishockey for første gang. I finalen vandt de efter forlænget spilletid og straffeslag over Canada, der havde vundet alle verdensmesterskaberne indtil da. I bronzekampen besejrede værtslandet Sverige deres naboer fra Finland, og dermed vandt Sverige sin første medalje ved kvindernes ishockey-VM.
Egentlig var det meningen at holdene, der endte på sidstepladserne i alle VM-turneringerne (undtaget den nederste), skulle rykke et niveau ned til næste VM i 2007. Men efterfølgende besluttede IIHF at udvide VM fra otte til ni hold, og derfor blev alle nedrykningerne suspenderet i denne omgang.

## Samlet rangering
| VM     | VM         |
| ------ | ---------- |
| Guld   | USA        |
| Sølv   | Canada     |
| Bronze | Sverige    |
| 4.     | Finland    |
| 5.     | Tyskland   |
| 6.     | Kina       |
| 7.     | Kasakhstan |
| 8.     | Rusland    |

| 1. division | 1. division |
| ----------- | ----------- |
| 9.          | Schweiz     |
| 10.         | Japan       |
| 11.         | Tjekkiet    |
| 12.         | Frankrig    |
| 13.         | Danmark     |
| 14.         | Letland     |

| 2. division | 2. division |
| ----------- | ----------- |
| 15.         | Norge       |
| 16.         | Slovakiet   |
| 17.         | Italien     |
| 18.         | Nordkorea   |
| 19.         | Østrig      |
| 20.         | Holland     |

| 3. division | 3. division    |
| ----------- | -------------- |
| 21.         | Slovenien      |
| 22.         | Storbritannien |
| 23.         | Belgien        |
| 24.         | Ungarn         |
| 25.         | Australien     |
| 26.         | Sydafrika      |

| 4. division | 4. division |
| ----------- | ----------- |
| 27.         | Sydkorea    |
| 28.         | New Zealand |
| 29.         | Rumænien    |
| 30.         | Island      |

## VM
Sverige var for første gang vært for verdensmesterskabet, og kampene blev afviklet i Cloetta Center i Linköping med en tilskuerkapacitet på 8.500, samt i Himmelstalundshallen i Norrköping med plads til 4.280 tilskuere.
VM havde deltagelse af otte hold, der i den indledende runde spillede i to grupper med fire hold. De to bedste hold i hver gruppe gik videre til semifinalerne, mens de øvrige fire hold gik videre til nedrykningsrunden, hvor de spillede om at undgå én nedrykningsplads til 1. division.
Efterfølgende blev det dog besluttet at udvide VM fra otte til ni hold, og derfor blev nedrykningen suspenderet.

### Indledende runde
De to bedste fra hver gruppe gik videre til semifinalerne, mens de øvrige fire hold gik videre til nedrykningsrunden.
| Dato | Kamp                 | Res. | Perioder      |
| ---- | -------------------- | ---- | ------------- |
| 2.4. | Sverige - Rusland    | 3-1  | 0-0, 2-1, 1-0 |
| 3.4. | Canada - Kasakhstan  | 13-0 | 4-0, 6-0, 3-0 |
| 4.4. | Rusland - Canada     | 0-12 | 0-1, 0-4, 0-7 |
| 4.4. | Sverige - Kasakhstan | 5-1  | 0-0, 0-0, 5-1 |
| 6.4. | Kasakhstan - Rusland | 2-2  | 1-1, 0-1, 1-0 |
| 6.4. | Canada - Sverige     | 10-0 | 3-0, 4-0, 3-0 |

| Gruppe A   | Kampe | Mål   | Point |
| ---------- | ----- | ----- | ----- |
| Canada     | 3     | 35-00 | 6     |
| Sverige    | 3     | 08-12 | 4     |
| Rusland    | 3     | 03-17 | 1     |
| Kasakhstan | 3     | 03-20 | 1     |

| Dato | Kamp               | Res. | Perioder      |
| ---- | ------------------ | ---- | ------------- |
| 3.4. | USA - Kina         | 8-2  | 4-1, 2-0, 2-1 |
| 3.4. | Finland - Tyskland | 5-1  | 3-0, 2-0, 0-1 |
| 5.4. | Tyskland - USA     | 0-7  | 0-5, 0-1, 0-1 |
| 5.4. | Finland - Kina     | 5-1  | 0-0, 4-1, 1-0 |
| 6.4. | Kina - Tyskland    | 3-3  | 1-1, 0-2, 2-0 |
| 6.4. | USA - Finland      | 8-1  | 2-0, 3-0, 3-1 |

| Gruppe B | Kampe | Mål   | Point |
| -------- | ----- | ----- | ----- |
| USA      | 3     | 23-30 | 6     |
| Finland  | 3     | 11-10 | 4     |
| Kina     | 3     | 06-16 | 1     |
| Tyskland | 3     | 04-15 | 1     |

Canada, Sverige, USA og Finland gik videre til semifinalerne og de øvrige kampe om guld-, sølv- og bronzemedaljer. Rusland, Kasakhstan, Kina og Tyskland måtte spillede videre i nedrykningsrunden.

### Nedrykningsrunde
De fire hold, der sluttede på tredje- eller fjerdepladsen i grupperne i den indledende runde, spillede om 5. – 8.pladsen og om at undgå én nedrykningsplads til 1. division.
| Dato              | Kamp                 | Res. | Perioder               |
| ----------------- | -------------------- | ---- | ---------------------- |
| Semifinaler       |                      |      |                        |
| 8.4.              | Kina - Kasakhstan    | 3-0  | 1-0, 1-0, 1-0          |
| 8.4.              | Rusland - Tyskland   | 1-2  | 1-1, 0-1, 0-0          |
| Kamp om 7.pladsen |                      |      |                        |
| 9.4.              | Rusland - Kasakhstan | 1-2  | 1-0, 0-1, 0-0 0-0, 0-1 |
| Kamp om 5.pladsen |                      |      |                        |
| 9.4.              | Kina - Tyskland      | 0-3  | 0-1, 0-1, 0-1          |

Rusland sluttede dermed på 8.- og sidstepladsen, og dermed rykkede holdet egentlig ned i 1. division. Men efterfølgende besluttede IIHF at udvide verdensmesterskabet fra otte til ni hold, og derfor blev nedrykningen suspenderet, og ingen hold rykkede altså ned i dette verdensmesterskab.

### Finaler
De fire hold, der sluttede på første- eller andenpladsen i grupperne i den indledende runde, spillede i semifinalerne, bronzekampen og finalen om guld-, sølv- og bronzemedaljer.
| Dato        | Kamp              | Res. | Perioder               |
| ----------- | ----------------- | ---- | ---------------------- |
| Semifinaler |                   |      |                        |
| 8.4.        | Canada - Finland  | 3-0  | 0-0, 2-0, 1-0          |
| 8.4.        | Sverige - USA     | 1-4  | 1-0, 0-3, 0-1          |
| Bronzekamp  |                   |      |                        |
| 9.4.        | Sverige - Finland | 5-2  | 1-1, 0-1, 4-0          |
| Finale      |                   |      |                        |
| 9.4.        | USA - Canada      | 1-0  | 0-0, 0-0, 0-0 0-0, 1-0 |

## 1. division
VM i 1. division (tidligere kaldt B-VM) blev spillet den 27. marts – 2. april 2005 i ishallen Eissportzentrum Oberthurgau i den schweiziske by Romanshorn. Turneringen havde deltagelse af seks hold, der spillede om én oprykningsplads til VM. Ingen hold rykkede ned på grund af udvidelsen af VM fra otte til ni hold.
| Dato  | Kamp                | Res. | Perioder      |
| ----- | ------------------- | ---- | ------------- |
| 27.3. | Frankrig - Tjekkiet | 2-2  | 0-0, 1-1, 1-1 |
| 27.3. | Danmark - Schweiz   | 0-11 | 0-5, 0-3, 0-3 |
| 27.3. | Letland - Japan     | 1-5  | 1-0, 0-1, 0-4 |
| 28.3. | Tjekkiet - Danmark  | 4-2  | 1-1, 2-0, 1-1 |
| 28.3. | Japan - Frankrig    | 5-1  | 0-1, 4-0, 1-0 |
| 28.3. | Schweiz - Letland   | 5-2  | 1-0, 2-0, 2-2 |
| 30.3. | Danmark - Letland   | 9-4  | 5-1, 1-2, 3-1 |
| 30.3. | Japan - Tjekkiet    | 1-0  | 1-0, 0-0, 0-0 |
| 30.3. | Schweiz - Frankrig  | 7-2  | 2-2, 3-0, 2-0 |
| 1.4.  | Letland - Frankrig  | 4-6  | 1-2, 2-3, 1-1 |
| 1.4.  | Tjekkiet - Schweiz  | 1-3  | 0-2, 1-0, 0-1 |
| 1.4.  | Japan - Danmark     | 5-3  | 3-1, 0-1, 2-1 |
| 2.4.  | Tjekkiet - Letland  | 6-1  | 2-0, 2-0, 2-1 |
| 2.4.  | Frankrig - Danmark  | 7-1  | 2-0, 3-1, 2-0 |
| 2.4.  | Schweiz - Japan     | 3-2  | 1-0, 1-1, 1-1 |

| 1. division | Kampe | Mål   | Point |
| ----------- | ----- | ----- | ----- |
| Schweiz     | 5     | 29-70 | 10    |
| Japan       | 5     | 18-80 | 8     |
| Tjekkiet    | 5     | 13-90 | 5     |
| Frankrig    | 5     | 18-19 | 5     |
| Danmark     | 5     | 15-31 | 2     |
| Letland     | 5     | 12-31 | 0     |

Dermed rykkede Schweiz op i den bedste række til VM i 2007. Op fra 2. division rykkede Norge.

## 2. division
VM i 2. division blev spillet den 14. – 20. marts 2005 i arenaen PalaOdegar i den italienske by Asiago. Turneringen havde deltagelse af seks hold, der spillede om én oprykningsplads til 1. division.
| Dato  | Kamp                  | Res. | Perioder      |
| ----- | --------------------- | ---- | ------------- |
| 14.3. | Slovakiet - Nordkorea | 2-1  | 0-0, 1-0, 1-1 |
| 14.3. | Østrig - Norge        | 0-3  | 0-0, 0-2, 0-1 |
| 14.3. | Holland - Italien     | 0-5  | 0-4, 0-0, 0-1 |
| 15.3. | Norge - Slovakiet     | 2-3  | 1-0, 0-3, 1-0 |
| 15.3. | Nordkorea - Holland   | 6-0  | 1-0, 3-0, 2-0 |
| 15.3. | Italien - Østrig      | 6-1  | 1-0, 1-0, 4-1 |
| 17.3. | Norge - Holland       | 7-1  | 3-1, 2-0, 2-0 |
| 17.3. | Østrig - Slovakiet    | 1-8  | 0-0, 0-5, 1-3 |
| 17.3. | Nordkorea - Italien   | 1-6  | 0-2, 1-2, 0-2 |
| 18.3. | Slovakiet - Holland   | 3-2  | 2-0, 0-0, 1-2 |
| 18.3. | Nordkorea - Østrig    | 4-3  | 1-0, 1-2, 2-1 |
| 18.3. | Italien - Norge       | 2-5  | 0-3, 1-1, 1-1 |
| 20.3. | Norge - Nordkorea     | 4-0  | 0-0, 3-0, 1-0 |
| 20.3. | Holland - Østrig      | 3-5  | 1-2, 1-2, 1-1 |
| 20.3. | Italien - Slovakiet   | 2-0  | 1-0, 1-0, 0-0 |

| 2. division | Kampe | Mål   | Point |
| ----------- | ----- | ----- | ----- |
| Norge       | 5     | 21-60 | 8     |
| Italien     | 5     | 21-70 | 8     |
| Slovakiet   | 5     | 16-80 | 8     |
| Nordkorea   | 5     | 12-15 | 4     |
| Østrig      | 5     | 10-24 | 2     |
| Holland     | 5     | 06-26 | 0     |

Dermed rykkede Norge op i 1. division til næste VM. Op fra 3. division rykkede Slovenien.

## 3. division
VM i 3. division blev spillet den 3. – 9. marts 2005 i Cape Town, Sydafrika. Turneringen havde deltagelse af seks hold, der spillede om én oprykningsplads til 2. division.
| Dato | Kamp                        | Res. | Perioder       |
| ---- | --------------------------- | ---- | -------------- |
| 3.3. | Ungarn - Storbritannien     | 0-5  | 0-2, 0-0, 0-3  |
| 3.3. | Belgien - Slovenien         | 0-6  | 0-3, 0-1, 0-2  |
| 3.3. | Sydafrika - Australien      | 1-11 | 1-4, 0-3, 0-4  |
| 4.3. | Storbritannien - Belgien    | 11-0 | 5-0, 3-0, 3-0  |
| 4.3. | Australien - Ungarn         | 0-3  | 0-0, 0-3, 0-0  |
| 4.3. | Slovenien - Sydafrika       | 19-2 | 6-0, 6-1, 7-1  |
| 6.3. | Australien - Belgien        | 1-1  | 0-0, 1-0, 0-1  |
| 6.3. | Storbritannien - Slovenien  | 1-4  | 0-0, 1-1, 0-3  |
| 6.3. | Sydafrika - Ungarn          | 1-9  | 0-2, 1-4, 0-3  |
| 7.3. | Slovenien - Australien      | 7-1  | 2-1, 4-0, 1-0  |
| 7.3. | Ungarn - Belgien            | 0-3  | 0-0, 0-0, 0-3  |
| 7.3. | Storbritannien - Sydafrika  | 19-0 | 5-0, 4-0, 10-0 |
| 9.3. | Slovenien - Ungarn          | 5-4  | 2-4, 2-0, 1-0  |
| 9.3. | Australien - Storbritannien | 2-6  | 2-1, 0-3, 0-2  |
| 9.3. | Belgien - Sydafrika         | 3-2  | 0-0, 2-1, 1-1  |

| 3. division    | Kampe | Mål   | Point |
| -------------- | ----- | ----- | ----- |
| Slovenien      | 5     | 41-80 | 10    |
| Storbritannien | 5     | 42-60 | 8     |
| Belgien        | 5     | 07-20 | 5     |
| Ungarn         | 5     | 16-14 | 4     |
| Australien     | 5     | 15-18 | 3     |
| Sydafrika      | 5     | 06-61 | 0     |

Dermed rykkede Slovenien op i 2. division til næste VM. Op fra 4. division rykkede Sydkorea.

## 4. division
VM i 4. division blev spillet den 1. – 4. april 2005 i den newzealandske by Dunedin. Turneringen havde deltagelse af fire hold, der spillede om én oprykningsplads til 3. division.
| Dato | Kamp                   | Res. | Perioder      |
| ---- | ---------------------- | ---- | ------------- |
| 1.4. | New Zealand - Rumænien | 3-0  | 2-0, 1-0, 0-0 |
| 1.4. | Sydkorea - Island      | 8-2  | 3-0, 4-0, 1-2 |
| 2.4. | Rumænien - Island      | 2-0  | 0-0, 2-0, 0-0 |
| 2.4. | Sydkorea - New Zealand | 5-2  | 2-0, 2-1, 1-1 |
| 4.4. | Rumænien - Sydkorea    | 1-2  | 0-0, 1-1, 0-1 |
| 4.4. | Island - New Zealand   | 4-4  | 1-3, 0-0, 3-1 |

| 4. division | Kampe | Mål   | Point |
| ----------- | ----- | ----- | ----- |
| Sydkorea    | 3     | 15-50 | 6     |
| New Zealand | 3     | 9-9   | 3     |
| Rumænien    | 3     | 3-5   | 2     |
| Island      | 3     | 06-14 | 1     |

Dermed rykkede Sydkorea op i 3. division til næste VM.